# Ösby, Norrtälje kommun
Ösby var en av SCB avgränsad småort i Norrtälje kommun, Stockholms län. Den omfattade bebyggelse öster om Rösjön i Rö socken. SCB gav ursprungligen småorten beteckningen Nibble och Ösby. Småortsavgränsningen förändrades dock 2015 och den västra delen av småorten kom att hamna inom den nya småorten Härsby istället. Vid avgränsningen 2023 klassades bebyggelsen som en del av tätorten Rö och småorten avregistrerades.